# Горячев Юрій Фролович
Юрій Фролович Горячев (11 листопада 1938, село Ново-Осоргіно, тепер Камишлинського району Самарської області, Російська Федерація — 20 січня 2010, місто Ульяновськ, Російська Федерація) — радянський державний діяч, 1-й секретар Ульяновського обласного комітету КПРС, голова Ульяновської обласної ради народних депутатів, голова адміністрації (губернатор) Ульяновської області. Член ЦК КПРС у 1990—1991 роках. Народний депутат Російської РФСР (1990—1993). Член Ради Федерації Федеральних Зборів Російської Федерації (1993—2000).

## Життєпис
У 1956 році закінчив середню школу в районному центрі Шентала Куйбишевської області.
У 1956—1961 роках — студент ветеринарного факультету Ульяновського сільськогосподарського інституту.
Член КПРС з 1960 року.
У 1961—1963 роках — завідувач міжрайонної ветеринарно-бактеріологічної лабораторії в Ульяновській області; 1-й секретар Новоспаського районного комітету ВЛКСМ Ульяновської області, комсорг Ульяновського обласного комітету ВЛКСМ Новоспаського територіального виробничого колгоспно-радгоспного управління.
У 1963—1965 роках — 2-й секретар Ульяновського сільського обласного комітету ВЛКСМ; 2-й секретар Кузоватовського районного комітету КПРС Ульяновської області.
У 1965—1973 роках — 1-й секретар Ульяновського обласного комітету ВЛКСМ.
У 1973—1987 роках — 1-й секретар Ульяновського районного комітету КПРС Ульяновської області.
У 1974 році закінчив Заочну Вищу партійну школу при ЦК КПРС.
У березні 1987 — квітні 1990 року — голова виконавчого комітету Ульяновської обласної ради народних депутатів.
Одночасно з 4 березня 1990 по 1993 рік — народний депутат Російської Федерації, входив до складу франції «Комуністи Росії».
7 квітня 1990 — 23 липня 1991 року — 1-й секретар Ульяновського обласного комітету КПРС.
Одночасно в квітні 1990 — січні 1992 року — голова Ульяновської обласної ради народних депутатів.
9 січня 1992 — 6 січня 2001 року — голова адміністрації (губернатор) Ульяновської області.
У грудні 1993 року був обраний депутатом Ради Федерації першого скликання (отримав на виборах понад 90% голосів), був членом комітету Ради Федерації з питань науки, культури та освіти.
У грудні 1996 року знову обраний головою адміністрації Ульяновської області, на виборах отримав понад 42% голосів виборців, які брали участь у голосуванні.
З січня 1996 року до грудня 2000 року за посадою входив до складу Ради Федерації Російської Федерації, був членом Комітету з науки, культури, освіти, охорони здоров'я та екології.
24 грудня 2000 року на чергових губернаторських виборах набрав 23% голосів і поступився перемогою генералу Володимиру Шаманову. У грудні 2004 року також взяв участь у губернаторських виборах в Ульяновській області (у першому турі виборів набрав менше 10%).
З лютого 2005 року був радником голови адміністрації Ульяновської області на громадських засадах.
Помер 20 січня 2010 року в місті Ульяновську.

## Нагороди і звання
- орден Жовтневої Революції
- орден Дружби народів
- два ордени «Знак Пошани»
- медалі
- Почесна грамота Ради Федерації РФ